# Virgínia Leone Bicudo
Virgínia Leone Bicudo, née en 1910 à São Paulo et décédée en 2003 dans la même ville, est une sociologue et psychanalyste brésilienne et pionnière dans ce domaine.

## Biographie
Elle naquit en 1910 dans une famille modeste, d'une mère d'origine italienne et d'un père d'origine africaine,.
Elle fut d'abord enseignante et éducatrice dans le secteur de la santé avant de s'inscrire en 1936 dans le département de sociologie et de politique de l'université de São Paulo. Sa thèse porte sur « l'étude des attitudes raciales des Noirs et des mulâtres à São Paulo ».
Au cours de ses études, elle prenait également connaissance de Freud et de la psychanalyse, par Durval Marcondes qui l'orienta vers Adelheid Koch avec laquelle elle entama une analyse en 1937.
Elle concourut en 1944 à la fondation du groupe psychanalytique de São Paulo qui devint en 1945 la Société psychanalytique de São Paulo (SBPSP) où elle fut didacticienne.
Parmi les premières analystes non-médecins, elle fut accusée de charlatanisme et s'installa à Londres en 1955 où elle poursuivit sa formation, suivit une deuxième analyse avec Frank Philips et pratiqua également à la Tavistock Clinic. Elle était proche des cercles kleiniens et postkleiniens et découvrit également Wilfred Bion.
A son retour au pays en 1960, elle enseigna la psychologie à la faculté de philosophie puis de médecine de l'université de São Paulo. Dans le sillage des théories kleiniennes, elle introduisit la psychanalyse de l'enfance au Brésil. Elle écarta sa première analyste et devint une figure de premier plan de SBPSP avec notamment une influence sur l'admission de non-médecins dans les sociétés psychanalytiques brésiliennes.
Elle contribua à diffuser la psychanalyse auprès du grand public à travers une émission de radio hebdomadaire.
Elle développait également la psychanalyse à Brasilia et fit venir Bion à São Paulo, cofondait, en 1966, le Journal de psychanalyse.
Elle décéda en 2003,.

## Recherches
L'orientation de Virgínia Leone Bicudo était plutôt dans le sillage de Melanie Klein, tourné vers la psychanalyse des enfants mais elle s'intéressa également à Wilfred Bion, initiateur des thérapies de groupe,.
Si elle comprit que les problèmes psychiques ne tenaient pas seulement aux conditions sociales mais étaient liés au vécu affectif, elle n'eut de cesse de mettre en avant la portée politique et sociale de la psychanalyse.
En ce sens, Ana Paula Musatti Braga insiste pour souligner qu'elle était une femme noire, première à entamer une psychanalyse en Amérique Latine, à interroger les relations raciales au Brésil et à être une psychanalyste non-médecin.
Selon Zana, Perelson et Laufer, elle est ainsi particulièrement féconde pour interroger l'exigence de neutralité du psychanalyste confronté à la réalité sociale. L'analyste est inscrit dans la société mais ses jugements sociaux, idéologiques, etc., doivent être suspendus pour ne pas interférer avec la scène analytique proprement dite, y compris dans les questions de genre.

## Publications
- (pt) Virgínia Leone Bicudo, Nosso Mundo Mental, São Paulo, Instituição Brasileira de Difusão Cultural, 1956  — Extraits de ses émissions de radio
- (pt) Virgínia Leone Bicudo, « Comunicação não-verbal como expressão de onipotência e omnisciência », Rev. bras. psicanál,‎ 2003, p. 983–992 (lire en ligne, consulté le 8 mars 2021)